# Can't Repeat
«Can't Repeat» és el vint-i-unè senzill de la banda californiana The Offspring, el primer i únic senzill extret de la seva compilació de grans èxits Greatest Hits. Es tracta de l'única cançó original inclosa en aquesta compilació a excepció de la cançó oculta «Next to You», i fou llançada el 20 de juny de 2005.
Es van editar dos videoclips per aquesta cançó, un amb la banda tocant en una habitació abandonada i que fou emès per televisió, i posteriorment una versió alternativa amb actors mirant fotografies i records que reflectia el tema de la cançó però que no fou molt poc emès. Fou el segon i darrer videoclip on es pot veure Atom Willard en la bateria. El primer videoclip fou inclòs en la compilació Complete Music Video Collection (2005).

## Llista de cançons
| Núm. | Títol                                        | Durada |
| ---- | -------------------------------------------- | ------ |
| 1.   | «Can't Repeat»                               | 3:27   |
| 2.   | «One Hundred Punks» (versió de Generation X) | 3:13   |
| 3.   | «(Can't Get My) Head Around You»             | 2:13   |